# Zabriskie Point
Zabriskie Point – punkt widokowy w Parku Narodowym Doliny Śmierci w Stanach Zjednoczonych, słynny z powodu ciekawych erozyjnych formacji skalnych (badlands). Nazwa została nadana na cześć Christiana Brevoorta Zabriskiego – prezesa firmy Pacific Coast Borax na początku XX w. Ów był potomkiem szlachcica polskiego - Albrychta Zaborowskiego, luteranina urodzonego w Węgorzewie w 1638 r. Miejsce to zostało również pokazane w filmie Michelangela Antonioniego Zabriskie Point.

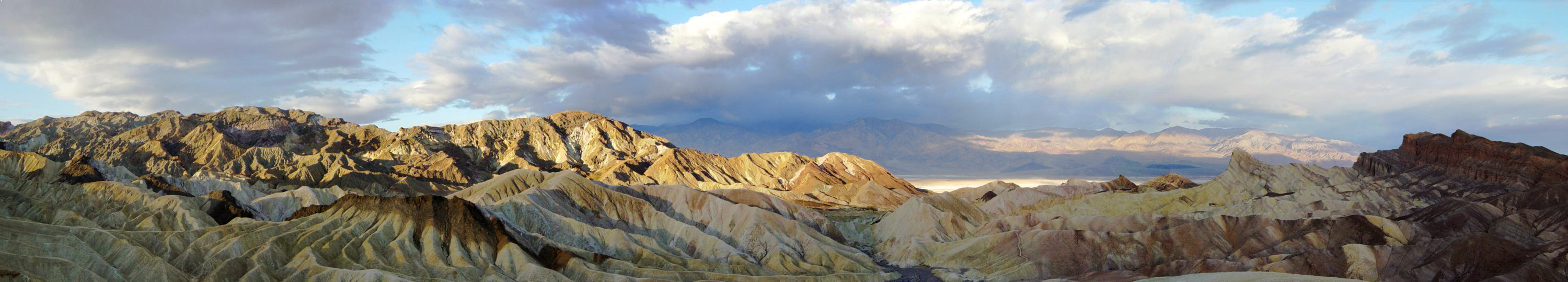
Widok z Zabriskie Point